# 短吻姬魚
短吻姬魚為輻鰭魚綱仙女魚目合齒魚亞目仙女魚科的一種，分布於西南太平洋的澳洲海域，棲息深度135-180公尺，體長可達19.3公分，棲息在大陸棚。

## 擴展閱讀
維基物種上的相關：短吻姬魚